# منتخب الجزائر الوطني لألعاب القوى
يمثل المنتخب الوطني الجزائري لألعاب القوى الجزائر في المسابقات الدولية لألعاب القوى مثل الألعاب الأولمبية أو بطولة العالم لألعاب القوى.

## عدد الميداليات
للجزائر 13 مشاركة في الألعاب الأولمبية الصيفية من أصل 27 نسخة أقيمت من عام 1896 إلى عام 2016.
| مسابقة                                 | جدول الميداليات | جدول الميداليات | جدول الميداليات | جدول الميداليات | جدول الميداليات |
| مسابقة                                 | الأول           | الثاني          | الثالث          | المجموع         | المرتبة         |
| -------------------------------------- | --------------- | --------------- | --------------- | --------------- | --------------- |
| الألعاب الأولمبية الصيفية              | 4               | 3               | 2               | 9               | 38              |
| الألعاب البارالمبية                    | 20              | 18              | 27              | 65              | 40              |
| بطولة العالم                           | 6               | 2               | 3               | 10              | 30              |
| بطولة العالم للصالات المغلقة           | 1               | 0               | 1               | 2               | 52              |
| بطولة العالم للجنة البارالمبية الدولية | 20              | 21              | 14              | 55              |                 |
| الألعاب المتوسطية                      | 28              | 16              | 28              | 72              | 7               |
| الألعاب الأفريقية                      | 20              | 28              | 29              | 77              | 6               |
| البطولات الأفريقية                     | 70              | 49              | 71              | 190             | 4               |
| المجموع                                | 169             | 135             | 175             | 479             |                 |

## قائمة الحائزين على الميداليات في الألعاب الأولمبية
| ميدالية | الاسم                   | الألعاب            | الحدث           | التاريخ        |
| ------- | ----------------------- | ------------------ | --------------- | -------------- |
| ذهبية   | حسيبة بولمرقة           | 1992 برشلونة       | 1500 متر للنساء | 8 أغسطس 1992   |
| ذهبية   | نور الدين مرسلي         | 1996 اتلانتا       | 1500 متر للرجال | 3 أغسطس 1996   |
| برونزية | عبد الرحمن حماد (رياضي) | 2000 سيدني         | قفزة الرجال     | 24 سبتمبر 2000 |
| برونزية | سعيد قرني عيسى جبير     | 2000 سيدني         | 800 متر للرجال  | 27 سبتمبر 2000 |
| ذهبية   | نورية مراح بنيدة        | 2000 سيدني         | 1500 متر للنساء | 30 سبتمبر 2000 |
| فضية    | علي سعيدي سياف          | 2000 سيدني         | 5000 متر للرجال | 30 سبتمبر 2000 |
| ذهبية   | توفيق مخلوفي            | 2012 لندن          | 1500 متر للرجال | 7 أغسطس 2012   |
| فضية    | توفيق مخلوفي            | 2016 ريو دي جانيرو | 800 متر للرجال  | 15 أغسطس 2016  |
| فضية    | توفيق مخلوفي            | 2016 ريو دي جانيرو | 1500 متر للرجال | 20 أغسطس 2016  |

## قائمة الحاصلين على الميداليات في بطولة العالم
| ميدالية | الاسم               | الألعاب       | الحدث                                 | التاريخ       |
| ------- | ------------------- | ------------- | ------------------------------------- | ------------- |
| ذهبية   | حسيبة بولمرقة       | 1991 طوكيو    | 1500 متر للنساء                       | 31 أغسطس 1991 |
| برونزية | عز الدين براهيمي    | 1991 طوكيو    | سباق البطولات البالغة 3000 متر للرجال | 31 أغسطس 1991 |
| ذهبية   | نور الدين مرسلي     | 1991 طوكيو    | 1500 متر للرجال                       | 1 سبتمبر 1991 |
| ذهبية   | نور الدين مرسلي     | 1993 ستوتغارت | 1500 متر للرجال                       | 22 أغسطس 1993 |
| برونزية | حسيبة بولمرقة       | 1993 ستوتغارت | 1500 متر للنساء                       | 22 أغسطس 1993 |
| ذهبية   | حسيبة بولمرقة       | 1995 غوتنبرغ  | 1500 متر للنساء                       | 5 أغسطس 1995  |
| ذهبية   | نور الدين مرسلي     | 1995 غوتنبرغ  | 1500 متر للرجال                       | 13 أغسطس 1995 |
| برونزية | سعيد قرني عيسى جبير | 1999 سيفيل    | 800 متر للرجال                        | 29 أغسطس 1999 |
| ذهبية   | سعيد قرني عيسى جبير | 2003 باريس    | 800 متر للرجال                        | 31 أغسطس 2003 |
| فضية    | توفيق مخلوفي        | 2019 الدوحة   | 1500 متر للرجال                       | 6 أكتوبر 2019 |

## قائمة الحائزين على الميداليات في بطولة العالم داخل الصالات
| ميدالية | اسم             | ألعاب        | حدث                 | تاريخ         |
| ------- | --------------- | ------------ | ------------------- | ------------- |
| برونزية | عثمان بلفاع     | باريس 1985   | القفز العالي للرجال | 18 يناير 1985 |
| ذهبية   | نور الدين مرسلي | إشبيلية 1991 | سباق 1500 متر رجال  | 9 مارس 1991   |

## روابط خارجية
- ألعاب القوى في الألعاب الأولمبية الصيفية